# پاریا چاکا
پاریا چاکا (به اسپانیایی: Parya Chaka) یک کوه در پرو است که در Peru, Lima Region واقع شده‌است. پاریا چاکا ۵٬۰۰۰ متر بالاتر از سطح دریا واقع شده‌است.